# Thomas Dekker
Thomas Dekker (Dirkshorn, Schagen, 6 de setembre de 1984) és un ciclista neerlandès, professional des del 2004 al 2014. En el seu palmarès destaca la victòria a la Tirrena-Adriàtica de 2006 i el Tour de Romandia de 2007.
Es veié implicat en un cas de dopatge, que li suposà una sanció fins al juliol del 2011, després que l'UCI fes públic l'1 de juliol de 2009, que havia donat positiu per EPO en una reanàlisi d'una mostra de desembre de 2007.
L'agost de 2011 tornà a la competició a la Volta a Portugal de la mà de l'equip continental Chipotle Development, segon equip del Garmin-Cervélo.

## Palmarès
- 2003
  -  Campió dels Països Baixos en ruta sub-23
  -  Campió dels Països Baixos de contrarellotge sub-23
  - 1r al Gran Premi de les Nacions sub-23
  - Vencedor d'una etapa del Ster Elektrotoer
- 2004
  -  Campió dels Països Baixos CRI
  - 1r al Gran Premi Eddy Merckx, amb Koen de Kort
  - 1r a l'Olympia's Tour i vencedor de 2 etapes
  - 1r al Tour de Normandia
  - 1r a la Volta a Turíngia
  - 1r al Triptyque des Monts et Châteaux i vencedor d'una etapa
  - Vencedor d'una etapa de la Volta a Renània-Palatinat
  - Vencedor d'una etapa del Tour de l'Avenir
- 2005
  -  Campió dels Països Baixos CRI
  - 1r al Gran Premi Stad Zottegem
  - Vencedor d'una etapa del Critèrium Internacional
  - Vencedor d'una etapa de la Volta a Polònia
- 2006
  - 1r a la Tirrena-Adriàtica
- 2007
  - 1r al Tour de Romandia i vencedor d'una etapa
  - 1r al Drei-Länder-Tour i vencedor de 2 etapes
  - 1r al Trofeu Pollença
  - Vencedor d'una etapa de la Volta a Suïssa
- 2011
  - 1r al Duo Normand, amb Johan Vansummeren
- 2012
  - Vencedor d'una etapa del Circuit de La Sarthe

### Resultats al Tour de França
- 2007. 35è de la classificació general

### Resultats al Giro d'Itàlia
- 2005. 75è de la classificació general
- 2013. 136è de la classificació general
- 2014. Abandona (16a etapa)

### Resultats a la Volta a Espanya
- 2012. 149è de la classificació general